# Nowa Wieś Goszczańska
Nowa Wieś Goszczańska – wieś w Polsce, położona w województwie dolnośląskim, w powiecie oleśnickim, w gminie Twardogóra.
| SIMC    | Nazwa              | Rodzaj         |
| ------- | ------------------ | -------------- |
| 088206  | Kuźnia Goszczańska | przysiółek wsi |
| 0882075 | Świniary           | przysiółek wsi |

W latach 1975–1998 wieś administracyjnie należała do województwa wrocławskiego.